# HD 100343
HD 100343，又名BD-07 3250，SAO 138265、HR 4446，是一颗恒星，视星等为5.95，位于銀經271.56，銀緯50.19，其B1900.0坐标为赤經11h 27m 42.5s，赤緯-7° 50.19′ 31″。